# Venice Challenger 1999
Il Venice Challenger 1999 è stato un torneo di tennis facente parte della categoria ATP Challenger Series nell'ambito dell'ATP Challenger Series 1999. Il torneo si è giocato a Venezia in Italia dal 28 giugno al 4 luglio 1999 su campi in terra rossa.

## Vincitori

### Singolare
Andrei Pavel ha battuto in finale  Sláva Doseděl con il punteggio di 6–2, 6–0

### Doppio
Albert Portas /  Germán Puentes hanno battuto in finale  Diego del Río /  Mariano Hood con il punteggio di 6–4, 6–0